# Georg Wilhelm Dittmer
Georg Wilhelm Dittmer (* 1795 in Lübeck; † 1880 ebenda) war ein deutscher Verwaltungsjurist und Regionalhistoriker.

## Leben
Dittmer war der Sohn des Kaufmanns Hermann Carl Dittmer. Hermann Carl Dittmer war sein älterer Bruder. Georg Wilhelm besuchte bis Ostern 1816 das Katharineum zu Lübeck, studierte dann Rechtswissenschaften in Göttingen, wo er durch einen Eintrag 1817 in das Stammbuch seines Kommilitonen Samuel Friedrich Schumann belegt ist, und wurde zum Dr. jur. promoviert.
Zurück in Lübeck wurde er um 1823 zum Klostervogt des seit dem Reichsdeputationshauptschluss 1803 völlig unter städtischer Kontrolle stehenden St. Johannis-Klosters ernannt. Er ordnete erstmals die Urkunden- und Aktenüberlieferung des Klosters und legte Verzeichnisbände an. In zahlreichen Veröffentlichungen stellte er die Geschichte des Klosters und seiner Besitzungen in Holstein und Mecklenburg dar. Ebenso beschäftigte er sich mit genealogischen Fragen, vor allem Lübecker Familien.
Seit 1844 war er rechtsgelehrter Kanzleisekretär in der Stadtverwaltung und von 1857 bis 1866 als Nachfolger von Hermann Schröder verantwortlich für das Führen der amtlichen Genealogischen Register.
Er war korrespondierendes Mitglied der Gesellschaft für Schleswig-Holstein-Lauenburgische Geschichte, des Vereins für mecklenburgische Geschichte und Altertumskunde und des Vereins für Hamburgische Geschichte.